# Eudorylaimus vitrinus
Eudorylaimus vitrinus är en rundmaskart. Eudorylaimus vitrinus ingår i släktet Eudorylaimus och familjen Dorylaimidae. Inga underarter finns listade i Catalogue of Life.